# Саид-паша (правитель Ирака)
Саид-паша (араб. سعيد باشا‎; ум. 1817) — правитель Ирака (1813—1817) из мамлюкской династии.

## Предыстория
В 1638 году Мурад IV взял Багдад и установил контроль над междуречьем Тигра и Ефрата. В XVII веке конфликты с Персией ослабили силы Османской империи в Ираке. Ослабление центральной власти в Ираке привело к усилению племенной знати и вылилось в обострение вражды между суннитами и шиитами. Положение ухудшилось после вторжения племен бедуинов из Аравии. Бедуинские налёты на Ирак сильно разрушали экономику провинции. Курды под предводительством династия Бабан подняли восстание и начала вооружённые действия против османских войск, вскоре они овладели всем Иракским Курдистаном. Между 1625 и 1668 годами и с 1694 по 1701 год местные шейхи из рода Сиябов правили Басрой как независимые правители и игнорировали власть османского паши в Багдаде. Для наведения порядка в Ирак был отправлен Вали Карамании мамлюк грузинского происхождения Хасан Паша. С момента его назначения пашей Багдада начинается история мамлюксой династии в Ираке. Хасан Паша улучшил управление страной, наладил работу чиновничьего аппарата и обороноспособность провинции. Его сын и преемник Ахмад Паша продолжал политику отца, при нём было создано элитное подразделение состоящее из мамлюков «Грузинская гвардия». При преемнике и зяте Ахмада Паши Сулеймане-паше Абу-Лейле Ирак превратился в практически независимую провинцию. Османская империя пыталась вернуть влияние на провинцию после смерти Абу-Лейлы, но при Сулеймане-паше Великом разрыв между Ираком и Портой увеличился ещё больше. После смерти Сулеймана-паши Великого наступил период междоусобицы отягощенный вторжением ваххабитов из Аравии. Предшественник Саида-паши, дядя Али-паша и брат Сулейман-паша Маленький были убиты один за другим, а Ирак был оккупирован турецкой армией.

## Биография
Саид-паша был сыном Сулеймана-паша Великого. В 1812 году он начал борьбу за власть в Ираке. В 1813 году султан Махмуд II признал власть Саида-паша в Ираке. Саид-паша правил до 1817 года. Годы его правления заполнены новыми феодальными неурядицами и бесплодными попытками турецких властей покончить с сепаратизмом мамлюков. В 1817 году Саид-пашу сменил Дауд-паша.